# چدن خاکستری

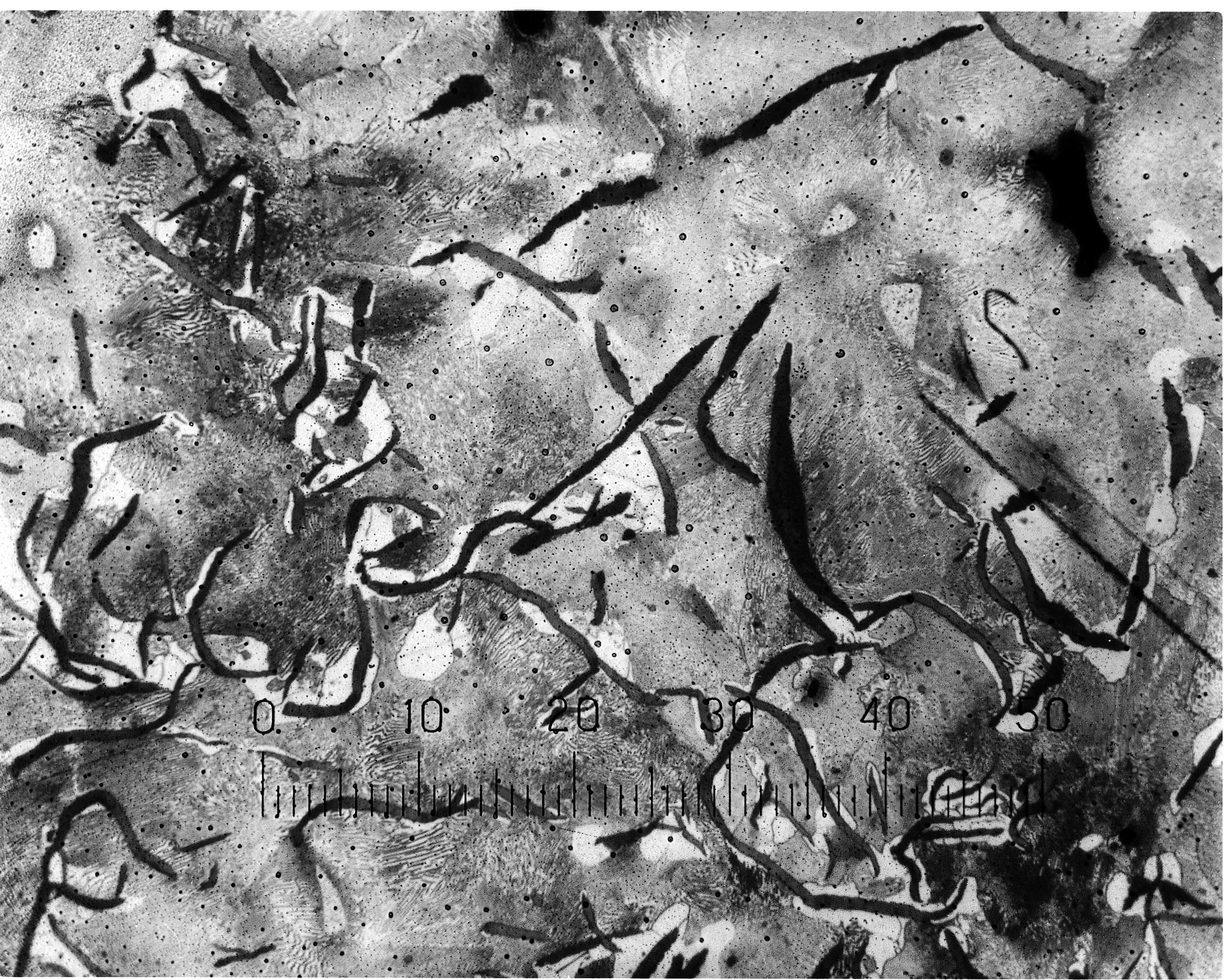
ریزساختار چدن خاکستری.

چئن تری (به انگلیسی: Gray iron) نوعی چدن است که دارای ریزساختار گرافیتی است. به این دلیل به آن چدن خاکستری گفته می‌شود که در هنگام شکست، مقطع آن به دلیل وجود گرافیت به رنگ خاکستری است. چدن خاکستری متداول‌ترین چدن و فراوان‌ترین ماده ریختگی بر اساس وزن است.

## انواع چدن خاکستری
چدن‌های خاکستری را می‌توان به چند نوع طبقه‌بندی کرد از جمله:
1. بر اساس درصد عناصر: کم آلیاژ، آلیاژ متوسط و آلیاژ بالا
2. بر اساس خواص: مانند نسوز، ضد سایش و…
3. بر اساس ساختارهای کریستالی: مانند فریتی، پرلیتی و …

در استاندارد ASTM A48 دسته‌بندی چدن‌های خاکستری غیر آلیاژی بر اساس استحکام کششی صورت گرفته‌است. این استاندارد چدن‌ها از کلاس ۲۰ (با حداقل استحکام ۲۰) تا کلاس ۶۰ طبقه‌بندی می‌کند. به‌طور کلی، می‌توان فرض کرد که خصوصیات زیر در چدن‌های خاکستری با افزایش مقاومت کششی از کلاس ۲۰ به کلاس ۶۰ افزایش می‌یابد:
- تمام استحکام‌ها، از جمله استحکام در دمای بالا
- پرداخت سطح خوب پس از ماشینکاری
- مدول الاستیسیته
- مقاومت در برابر سایش

از طرف دیگر، خصوصیات زیر با افزایش استحکام کششی، کاهش می‌یابد، به طوری که در هنگام مهم بودن این خصوصیات، چدن‌های با استحکام کم اغلب عملکرد بهتری نسبت به چدن‌های با مقاومت بالا دارند:
- قابلیت ماشینکاری
- مقاومت به شوک حرارتی
- ظرفیت دمپینگ
- قابلیت ریخته‌گری آن در مقاطع نازک

خواص چدن‌های با گرافیت لایه‌ای به اندازه، به مقدار و به نحوه توزیع گرافیت‌ها و ساختار زمینه بستگی دارد. خود این‌ها نیز به سیلیسیم، کربن و همچنین روی مقادیر جزئی عناصر، افزودنی‌های آلیاژی متغیرهای فرایندی مانند، روش ذوب، عمل جوانه‌زنی و سرعت خنک شدن بستگی پیدا می‌کنند.
شکل گرافیت‌های ورقه‌ای بر اساس مشخصه به پنج کلاس تقسیم‌بندی شده‌است:
گرافیت نوع A توزیع تصادفی گرافیت‌ها با اندازه یکنواخت را نشان می‌دهد. این نوع توزیع برای کاربردهای مکانیکی ارجحیت دارد. جوانه‌زنی در حد بالا سبب تشویق انجماد یوتکتیک نزدیک به گرافیت یوتکتیک تعادلی شده که جهت تشکیل گرافیت نوع A ضروری است. با تغیر از نوع A به D در اثر افزایش فوق تبرید، توزیع ورقه‌ها ظریف‌تر می‌شوند. جوانه‌زنی ناقص ممکن است دلیلی برای این امر بوده و در حالات نهایی نتیجه‌ای به تشکیل چدن تبریدی را به همراه داشته باشد. جوانه‌زنی درست مذاب همراه با پتانسیل گرافیت‌زایی کافی موجب اجتناب از این ساختارهای نامطلوب است.
گرافیت نوع B به شکل گل مانندی تشکیل می‌شود. اندازه سلول یوتکتیک به واسطه درجه پایین جوانه‌زنی، بزرگ است. گرافیت‌های ورقه‌ای ریز در مرکز گل به واسطه انجماد یوتکتیکی است که در سرعت تبریدی زیاد شروع می‌شود. پس‌دهی حرارت فلز در اثر سرد شدن موجب پیشبرد رشد یوتکتیک می‌شود که نتیجه‌اش دانه درشد شدن و رشد شعاعی ورقه‌های گرافیت در زمینه است.
ورقه‌های نوع C که در چدن‌های هایپریوتکتیک دیده می‌شود از گرافیت‌های درشت تشکیل می‌گردد. این نوع ممکن است روی اندازه سلول یوتکتیک و توزیع گرافیت یوتکتیک تأثیر بگذارد. همچنین وجود این نوع گرافیت باعث کاهش خواص کششی و حفره‌دار شدن سطح بعد از ماشین‌کاری است اما از طرفی وقتی انتقال حرارت مهم است می‌تواند مفید باشد.
نوع D گرافیت تبریدی ریزی است که وقتی انجماد در یک فوق تبرید زیادی قرار می‌گیرد تشکیل می‌شود. حضور Ti به تشکیل این نوع ساختار کمک کرده و در چدن‌هایی که سریع سرد می‌شوند وجود مقادیر کافی Si برای اطمینان از پتانسیل گرافیته شدن را بالا می‌برد، اما این شکل مطلوب نیست زیرا برای تشکیل زمینه‌ای کاملاً پرلیتی با داشتن مسیر کوتاه نفوذ برای کربن مخل بوده و به تشکیل فریت کمک می‌کند.
نوع E در چدن‌های هیپویوتکتیک قوی با مقدار C.E.V پایین که موجب به وجود آمدن ساختاری از دندریت‌های آستنیت اولیهٔ قوی قبل از رفتن به انجماد یوتکتیک است را تشکیل می‌شود. این شکل بین دندریتی با امتداد ترجیحی که دارد از نوع D متمایز می‌شود.

## خواص فیزیکی و مکانیکی چدن خاکستری
استحکام فشاری چدن خاکستری ۳ الی ۴ برابر استحکام کششی آن است لذا برای قطعات تحت فشار از چدن خاکستری استفاده می‌شود. قابلیت جذب ارتعاش در چدن‌ها خاکستری بیشترین مقدار است که به خاطر وجود گرافیت لایه‌ای است و نیز به همین خاطر این چدن‌ها در مقاومت به خستگی تأثیرپذیری کمتری به شیارهای سطحی دارند. این چدن‌ها به علت کربن معادل بالا و گرافیت آزاد لایه‌ای انتقال حرارتی خوبی از خود نشان می‌دهند.
چدن خاکستری دارای ویژگی‌های متعدد و مفیدی بوده و برای ریخته‌گری در اشکال پیچیده و در ابعاد کوچک و بزرگ هنوز مورد علاقه مهندسان طراح می‌باشد. امروزه، به علت ارزانی و سادگی انجام کار، حدود ۷۵٪ وزنی تمام قطعات ریختگی از چدن خاکستری است. در این نوع چدن، گرافیت رشته‌ای موجب ایجاد خواص ویژه‌ای مانند؛ تراش‌پذیری عالی در سختی‌هایی که مقاومت سایشی بالاست، مقاومت به خوردگی سایشی با روغنکاری محدود، و قدرت جذب ارتعاش عالی می‌شود. وقتی استحکام فشاری، پایداری ابعاد، و قرار گرفتن دقیق تحت تنش مورد نیاز باشد، چدن خاکستری با فولادهای پر استحکام قابل مقایسه است.
مقدار، اندازه، شکل و پراکندگی گرافیت یا کاربید، مبانی اصلی تعیین‌کننده خواص استحکامی چدن‌های خاکستری می‌باشند و کنترل آن‌ها اهمیت زیادی در تولید چدن خاکستری دارد. ساختار گرافیت در چدن‌های خاکستری ممکن است در اثر تغییرات ذوب، جوانه زایی، سرعت انجماد و تأثیر بعضی از عناصر هر چند جزئی تغییر زیادی پیدا کند. گرافیت می‌تواند به صورت ورقه‌های درشت یا ریز به صورت پراکنده به وجود آید.

### اثرترکیب شیمیاییبر ریزساختار چدن خاکستری
اثر ترکیب شیمیایی بر ریزساختار چدن خاکستری (Effect of Composition on Gray Cast Iron Microstructure) مبحث مهمی در بررسی خواص این چدن‌ها می‌باشد. کربن و سیلیسیوم مهم‌ترین عناصر آلیاژی در چدن خاکستری اند و بیشترین اثر را بر ریزساختار آن دارند. هر چند تمام عناصر تا اندازه‌ای بر ریزساختار تأثیر می‌گذارند، عناصری که موجب گرافیت زایی (تشکیل گرافیت) می‌شوند پایدارکننده‌های گرافیت نامیده می‌شوند. سیلیسیوم یک گرافیت زای قوی است و از نظر ترکیب شیمیایی مهم‌ترین و تنها عامل گرافیت زایی در چدن خاکستری است. گرافیت زایی فرایندی است که در آن یا کربن آزاد در آهن رسوب می‌کند یا کاربید آهن مطابق با واکنش زیر به آهن و کربن آزاد (گرافیت) تجزیه می‌شود.

### اثر کربن و سیلیسیم بر ریزساختار چدن خاکستری
در چدن خاکستری کربن و سیلیسیوم هر دو گرافیت زا هستند و بنابراین با افزایش درصد این عناصر تشکیل چدن خاکستری نسبت به تشکیل چدن سفید ارجحیت می‌یابد (شکل زیر). اگر مقادیر کربن و سیلیسیوم به کمتر از حد بحرانی کاهش یابد چدن سفید تشکیل می*شود. چدن خالدار که مخلوطی از چدن سفید و خاکستری است را می‌توان به عنوان ساختار واسطه‌ای ایجاد کرد.

### اثر گوگرد و منگنز بر ریزساختار چدن خاکستری
گوگرد تا اندازه‌ای در تمام چدن‌ها وجود دارد. در چدن نشکن میزان گوگرد باید کم باشد تا با افزودن منیزیم، گرافیت کروی به دست آید. اما، در سایر چدن‌ها، اثر گوگرد را باید با توجه به واکنش آن با منگنز در نظر گرفت.
اگر در چدن‌ها منگنز نباشد، گوگرد با آهن ترکیب و سولفید آهن (FeS) تشکیل می‌دهد که به هنگام انجماد در مرزدانه‌ها جدا می‌شود. وقتی منگنز در چدن وجود دارد، MnS یا ترکیب پیچیده‌ای از سولفید منگنز- آهن تشکیل می‌شود که در تمام مراحل انجماد رسوب می‌کند. در نتیجه، توزیعی تصادفی از ذرات سولفید منگنز گوشه‌دار به وجود می‌آید تعدادی از ذرات گوشه‌دار MnS (با شکل هندسی) در شکل زیر آمده‌است. این ذرات تأثیر کمی بر قابلیت ریخته‌گری و خواص موردنظر چدن‌های خاکستری تجاری دارند.

### اثر فسفر بر ریزساختار چدن خاکستری
چدن‌هایی که فسفر کافی دارند، به خصوص چدن‌های خاکستری، می‌توانند یک ترکیب یوتکتیکی آهن با فسفید آهن که استیدیت نامیده می‌شود، تشکیل دهند. استیدیت نقطه ذوب پایینی (۹۵۴–۹۸۰°C) دارد، در دماهای نسبتاً کم منجمد می‌شود و در مرز سلول‌های انجماد جدا می‌شود. با داشتن ۰٫۲ درصد فسفر، که در بیشتر چدن‌های خاکستری وجود دارد، استیدیت در محل اتصال سه سلول انجماد منجمد می‌شود و جزئی مقعر و مثلثی شکل را تشکیل می‌دهد.